# Heuchera parvifolia
Heuchera parvifolia är en stenbräckeväxtart som beskrevs av Thomas Nuttall, John Torrey och Gray. Heuchera parvifolia ingår i släktet alunrötter, och familjen stenbräckeväxter.

## Underarter
Arten delas in i följande underarter:
- H. p. arizonica
- H. p. flavescens
- H. p. major
- H. p. microcarpa
- H. p. nivalis
- H. p. utahensis